# Melinda aterifemora
Melinda aterifemora är en tvåvingeart som beskrevs av Feng 2003. Melinda aterifemora ingår i släktet Melinda och familjen spyflugor. Inga underarter finns listade i Catalogue of Life.